# Shuffle (奧井雅美單曲)
《Shuffle》是日本女性創作歌手奧井雅美的個人總計第26張單曲。2001年4月25日由STARCHILD（King Records旗下公司）發行。

## 解說
《Shuffle》是創作歌手奧井雅美自從上一張單曲《我想成為女神 ～for a yours～》以來，相隔1個月發行的最新單曲。及2001年連續單曲第3彈。
同名標題曲曾在2001年4月被東京電視台電視動畫《遊☆戲☆王 怪獸之決鬥》被選為第2代（從第49話至第80話為止）片頭主題曲使用。至於B面歌曲同樣被選為同名動畫的第2代（從第49話至第80話為止）片尾主題曲使用。
《Shuffle》是奧井她自從1996年發行的個人第8張單曲《naked mind》到此作為止，由奧井作詞兼合音，作曲&編曲由長年與奧井合作的矢吹俊郎負責的最後一張單曲。在那以後，奧井她的單曲都由她自己企劃製作，而矢吹則離開了以往和奧井所屬的唱片公司並自行獨立（如2003年由聲優水樹奈奈主唱的單曲《New Sensation》就不是奧井和矢吹共同作業）。
此外，還有邀請美國樂團Mr.Big Bass手比利·席恩以及多名國外樂手參加錄音。
還有從此作到2005年的單曲《TRUST/A confession of TOKIO》以前，奧井的單曲則是在動畫以外的節目進行主打。

## 收錄歌曲
所有歌曲由奧井雅美作詞，矢吹俊郎作曲。
1. Shuffle [5:22]
編曲：矢吹俊郎
  - 東京電視台電視動畫《遊☆戲☆王 怪獸之決鬥》片頭主題曲
2. 那日的午後（あの日の午後） [4:31]
編曲：矢吹俊郎
  - 東京電視台電視動畫《遊☆戲☆王 怪獸之決鬥》片尾主題曲
3. Shuffle（instrumental）
4. 那日的午後 (instrumental)
5. Shuffle（D.V mix）
編曲：熊野功雄

## 翻唱
- 天下花火（高野麻里佳）－2017年2月24日發售『灼熱桌球娘 藍光&DVD第3卷初回生產限定版特典CD』收錄。